# (14997) 1997 VD4
1997 في دي 4 (ويعرف أيضًا باسم (14997) 1997 في دي 4 وفق تسمية الكوكب الصغير) (بالإنجليزية: 1997 VD4)‏ هو كويكب ضمن حزام الكويكبات؛ وترتيبه 14997 من حيث الاكتشاف.
اكتُشف هذا الجُرم الفلكي بواسطة هيروشي كانيدا في 1 نوفمبر 1997.

## وصلات خارجية
- (14997) 1997 VD4 في قاعدة بيانات مختبر الدفع النفاث لأجرام النظام الشمسي الصغيرة

- الاكتشاف · مخطط المدار ·  العناصر المدارية · المعلمات المادية

- (14997) 1997 VD4 على موقع ويكي سكاي: DSS2, SDSS, GALEX, IRAS, Hydrogen α, X-Ray, Astrophoto, Sky Map, Articles and images